# Terra (disc)
'Terra' va ser el tercer disc del grup valencià Obrint Pas, i amb el qual van començar a fer-se coneguts arreu dels Països Catalans. Va ser enregistrat als estudis Katarain de Navarra per la discográfica Propaganda pel fet. El disc compta amb 13 cançons. Presentat a l'abril del 2002 a la sala Bikini de Barcelona, les seues lletres són un cant a la terra, a les arrels, al mateix País Valencià, però sense oblidar les lluites internacionals, com les viscudes al continent americà. Entre les cançons podem destacar Fuster 82/02, un homenatge a l'escriptor valencià Joan Fuster, Més lluny, la qual proposa un recorregut musical pels Països Catalans i de la qual es va gravar un videoclip, o El cant dels Maulets, amb la col·laboració d'Al Tall.
Terra va vendre més de 12.000 còpies i va recórrer el territori de la mà de la gira Obrint Pas en directe (2003). La revista Enderrock li va concedir el premi atorgat pel públic al millor disc de pop-rock de l'any 2002. El disc també va ser inclòs a la llista dels 100 millors discos del Rock i la cançó en català de la revista Enderrock.
La cançó Del Sud ha esdevingut una de les cançons més conegudes de la banda. El grup radiografia el País Valencià des d'una vessant valencianista i autocrítica però alhora orgullosa de la seva terra. Per una banda presenta un país que és «la terra dels enganys», però que desperta i reacciona amb «llàgrimes de lluita i futur». Aquesta cançó va tornar a ser enregistrada l'any 2005 en el disc en directe En Moviment juntament amb el cantant valencià Miquel Gil.

## Llista de cançons
- No hem oblidat
- Respecte
- Sense terra
- Més lluny
- Fuster 82/02
- Ara
- Des de la nit
- Avui com ahir
- Lluny d'aquí
- Trets al cor
- Del sud
- El cant dels Maulets